# Funzione E di MacRobert
La funzione E fu definita da Thomas Murray MacRobert nel 1938 per generalizzare la funzione ipergeometrica generalizzata {\displaystyle \;_{p}F_{q}(\cdot )} al caso {\displaystyle p>q+1}. Lo scopo finale era quello di introdurre una funzione talmente generale che potesse includere come caso particolare la maggioranza delle funzioni speciali note fino ad allora. Tuttavia tale funzione non ha avuto grande seguito in letteratura perché può essere sempre espressa in termini della funzione G di Meijer, mentre non è vero il contrario, quindi la funzione G ha validità ancora più generale.

## Definizione
Ci sono vari modi di poter definire la funzione {\displaystyle E}; il seguente è in termini della funzione ipergeometrica generalizzata:
- se {\displaystyle p<q} e {\displaystyle x\neq 0} oppure {\displaystyle p=q+1} e {\displaystyle |x|>1}:

{\displaystyle E\left(\left.{\begin{matrix}\mathbf {a_{p}} \\\mathbf {b_{q}} \end{matrix}}\;\right|\;x\right)={\frac {\prod _{k=1}^{p}\Gamma (a_{k})}{\prod _{j=1}^{q}\Gamma (b_{j})}}\;_{p}F_{q}\left(\left.{\begin{matrix}\mathbf {a_{p}} \\\mathbf {b_{q}} \end{matrix}}\;\right|\;-{\frac {1}{x}}\right)}
- se {\displaystyle p\geq q+1}:

{\displaystyle E\left(\left.{\begin{matrix}\mathbf {a_{p}} \\\mathbf {b_{q}} \end{matrix}}\;\right|\;x\right)=\sum _{n=1}^{p}{\frac {\prod _{k=1}^{p}\Gamma (a_{k}-a_{n})^{*}}{\prod _{j=1}^{q}\Gamma (b_{j}-b_{n})^{*}}}\Gamma (a_{n})x^{a_{n}}\;_{q+1}F_{p-1}\left(\left.{\begin{matrix}a_{n},a_{n}-b_{1}+1,\dots ,a_{n}-b_{q}+1\\a_{n}-a_{1},\dots ,*,\dots ,a_{n}-a_{p}+1\end{matrix}}\;\right|\;(-1)^{p+q}x\right)}
Gli asterischi ricordano di trascurare i casi {\displaystyle a_{k}=a_{n}} e {\displaystyle b_{j}=b_{n}}, rimpiazzando gli zeri che si otterrebbero nella produttoria con un 1. Come è evidente, è valida per qualsiasi valore di {\displaystyle p} e {\displaystyle q}.

## Relazione con la funzione G di Meijer
La funzione {\displaystyle E} si può sempre esprimere in termini della funzione {\displaystyle G} di Meijer nel seguente modo:
{\displaystyle E\left(\left.{\begin{matrix}\mathbf {a_{p}} \\\mathbf {b_{q}} \end{matrix}}\;\right|\;x\right)=G_{q+1,p}^{p,1}\left(\left.{\begin{matrix}1,\mathbf {b_{q}} \\\mathbf {a_{p}} \end{matrix}}\;\right|\;x\right)}
non ci sono limitazioni sui valori di parametri, ovvero tale relazione ha validità generale.